# Urocotyledon inexpectata
Urocotyledon inexpectata är en ödleart som beskrevs av  Leonhard Hess Stejneger 1893. Urocotyledon inexpectata ingår i släktet Urocotyledon och familjen geckoödlor. Inga underarter finns listade i Catalogue of Life.
Arten förekommer på Seychellerna. Den når havet och områden som ligger 700 meter över havet. Individerna lever i skogar och de besöker odlingsmark. De sover under barkskivor, i bergssprickor eller i byggnader. Urocotyledon inexpectata är troligtvis nattaktiv. Honor lägger ägg. De göms ibland i getingbon.
Arten har antagligen bra anpassningsförmåga. Hela populationen anses vara stabil. IUCN listar arten som livskraftig (LC).